# Gaétan Le Cloirec
Gaétan Le Cloirec, né en 1970, est un archéologue français spécialiste de la péninsule armoricaine à l'époque gallo-romaine.

## Biographie
Gaétan Le Cloirec est chargé d'opérations et de recherches à l'Institut national de recherches archéologiques préventives (INRAP). Spécialiste des sites de Condate et Vorgium, il s'intéresse au développement urbain des principaux sites gallo-romains de la péninsule armoricaine. Il a dirigé de nombreuses opérations de fouille dans la région. Parmi ces fouilles, nous pouvons citer celles de Carhaix,, du couvent des Jacobins ou du 3-5 rue de Saint-Malo, à Rennes.
Entre octobre 1999 et mai 2000, il réalise les fouilles de l'ancien hôpital militaire Ambroise-Paré, à Rennes. Ces fouilles mettent au jour un ensemble de fours d'une même typologie datant du milieu du Ier siècle. Certains de ces fours, ayant servi de poubelles pour les ratés des potiers, fournissent des informations sur la production céramique de l’époque. De plus, les fouilles ont précisé les connaissances sur les limites de la ville de Condate au Ier siècle. En effet, les activités de poterie étant à l'époque vues comme dangereuses pour la population (qui craignait un incendie), les ateliers étaient souvent reléguées hors des cités. Ceci laisse alors à supposer que la zone autour de l’ancien hôpital militaire Ambroise-Paré n’était pas une zone construite dans laquelle on trouvait des habitations, mais bien une zone extérieure à la cité.

En 2022, il dirige des fouilles rue de Bazeilles, à Carhaix (Vorgium), à la suite d'un diagnostic effectué un an plus tôt dans le cadre du projet de création d'une maison de santé. Assisté d'une équipe d'une dizaine de personnes, il fait la découverte d'une rue et de deux ruelles, un « tissu urbain très dense » dans ce qu'il décrit comme « la plus grande [ville antique] de Bretagne » à l'époque de son apogée. La zone, d'une étendue de 2 520 m2, semble être celle d'un quartier artisanal périphérique de l'épicentre de la ville. Les fouilles permettent également de découvrir quelques objets : monnaie, bijoux, céramique.

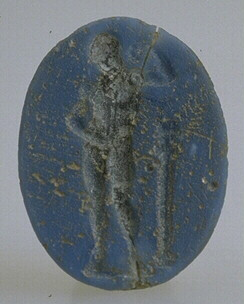
Intaille en verre bleu. Période gallo-romaine. Issu des fouilles des 3-5 rue Saint-Malo, Rennes. Collection du musée de Bretagne.
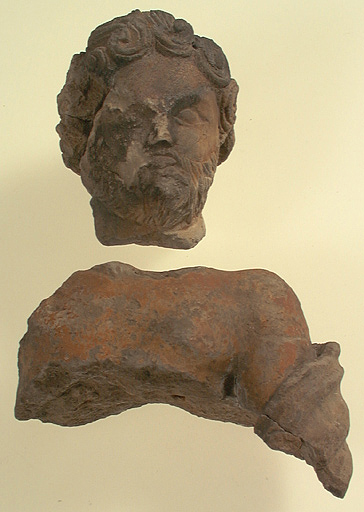
Statuette dite de « Jupiter. » Issue des fouilles des 3-5 rue de Saint-Malo, Rennes. Collection du musée de Bretagne.
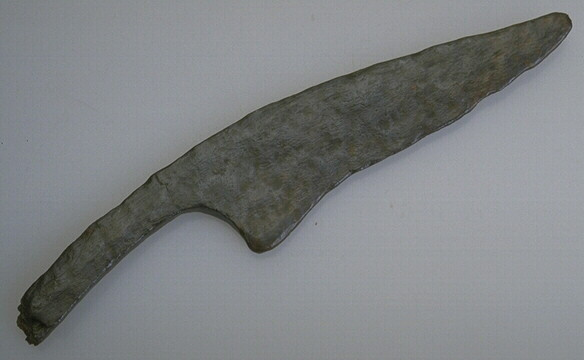
Lame de couteau en fer forgé gallo-romaine. Issue des fouilles du 3-5 rue Saint-Malo, Rennes. Collection du musée de Bretagne.

Il est l'auteur de nombreux articles portant sur les fouilles qu'il a eu l'occasion de diriger, ainsi que plusieurs ouvrages, comme Les Bronzes antiques de Corseul (éd. Mergoil, 2001) ou Carhaix antique. La domus du centre hospitalier. Contribution à l'histoire de Vorgium, chef-lieu de la cité des Osismes (éd. Presses universitaires de Rennes, 2008). Il a également co-dirigé l'ouvrage Rennes, les vies d'une ville (2018), publié à l'occasion de l'exposition éponyme au musée de Bretagne.
Il mène également des projets de reconstitution 3D de sites archéologiques, comme, avec Yann Bernard, celle du temple de Mars de Corseul.